# O, sveta noč
O, sveta noč (angleško O Holy Night ali Cantique de Noël) je zelo znana božična pesem, ki jo je leta 1847 uglasbil francoski skladatelj Adolphe Adam na besedilo pesmi Minuit, chrétiens (Polnoč, kristjani) pesnika Placida Cappeau-ja. Slednjega je duhovnik prosil, naj napiše božično pesem. Ta je postala standard modernih repertoarjev za soliste. V angleščino jo je prevedel unitaristični duhovnik John Sullivan Dwight.
Med znanimi izvajalci pesmi so se do sedaj zvrstili Enrico Caruso, Julius LaRosa, Céline Dion, Mariah Carey, Josh Groban, Il Divo. V slovenščini jo je posnela skupina Bepop skupaj z Matjažem Robavsom (COBISS) in Francka Šenk (COBISS).

## Besedilo
| Slovenščina | Angleščina |
| --- | --- |
| O, sveta noč, vse zvezde se bleščijo, to noč rodil se nam je Rešenik. Duše si mir in zdravje zadobijo, saj v grehu svet ginil je kot bolnik. Ljudem zasije čudovito jutro, potrt svet upanje razveseli. Pokleknite, čuj angelske glasove, božanska je noč, rodil se Kristus je med nami, božanska je noč, o noč, božanska noč. Kakor nam kazal pot je plamen vere, da srečni zbrani smo ob jasilcah, tudi soj repatice brez ovire peljal je modre po vzhodnih cestáh. Vseh kraljev kralj leži mirnó pred nami, v skušnjavah nam želi prijatelj bit'. On nas pozna v stiskah in slabostih, poglejte, vaš kralj, spoštljivo se mu poklonite, poglejte, vaš kralj, vaš kralj, glejte vaš kralj. Drug drugega učil nas je ljubiti, ljubezen je evangelij njegov. Sužnja kot brata hoče osvoboditi, po njem je tlačenja človek gotov. Radostne slavospeve mu pojèmo, zdaj skupaj vsi slavimo sveto ime. Kristus Gospod, za vedno poveličan, in slava, oblast na veke sta mu izročena, in slava, oblast, oblast, slava, oblast. | O holy night! The stars are brightly shining, It is the night of Our dear Saviour's birth. Long lay the world In sin and error pining, Til He appear'd And the soul felt its worth. A thrill of hope The weary world rejoices, For yonder breaks A new and glorious morn. Fall on your knees! O, hear the angels' voices! O night divine, O night when Christ was born; O night divine, O night, O night Divine. Led by the light of Faith serenely beaming, With glowing hearts By His cradle we stand. So led by light of A star sweetly gleaming, Here come the wise men From Orient land. The King of Kings Lay thus in lowly manger; In all our trials Born to be our friend. He knows our need, To our weakness is no stranger, Behold your King! Before Him lowly bend! Behold your King, Behold your King. Truly He taught us To love one another; His law is love And His gospel is peace. Chains shall He break For the slave is our brother; And in His name All oppression shall cease. Sweet hymns of joy In grateful chorus raise we, Let all within us Praise His holy name. Christ is the Lord! O praise His Name forever, His power and glory Evermore proclaim. |